# Дрокін Василь Дмитрович
Василь Дмитрович Дрокін (нар. 27 листопада 1909, місто Харків, тепер Харківської області — 29 грудня 1980, Харків) — український радянський діяч, передовик виробництва в машинобудуванні, токар. Герой Соціалістичної Праці (9.07.1966), лауреат Сталінської премії (1950). Депутат Верховної Ради УРСР 3—4-го скликань.

## Біографія
Народився 14 (27) листопада 1909 року в родині робітника-коваля в місті Харкові. Закінчив школу фабрично-заводського навчання при Харківському заводі «Червоний Жовтень». Трудову діяльність розпочав у шістнадцятирічному віці.
У 1929—1943 роках — токар на заводах у містах Харкові, Одесі, Ленінграді, Свердловську, зокрема у 1935—1941 роках працював на Харківському турбогенераторному заводі імені Кірова.
У квітні — жовтні 1943 року — командир групи підривників партизанського загону імені Котовського, що діяв у той час у Полтавській області.
У 1943—1980 роках — токар паротурбінного цеху, начальник цеху, заступник директора Харківського турбогенераторного (турбінного) заводу імені Кірова.
Член ВКП(б) з 1945 року.
Працюючи токарем вніс багато раціоналізаторських пропозиції, був ініціатором швидкісних методів обробки великих турбінних деталей, організації комплексних бригад на виробництві.
Похований в місті Харкові.

## Нагороди
- Герой Соціалістичної Праці (9.07.1966)
- орден Леніна (9.07.1966)
- орден Вітчизняної війни 2-го ст. (5.01.1944)
- орден Знак Пошани (11.07.1945)
- лауреат Сталінської премії (1950)
- медалі
- заслужений машинобудівник Української РСР (12.12.1969)
- Почесна грамота Президії Верховної Ради Української РСР (1961)